# Kasaj
Kasaj – wieś położona w północnej części Albanii w gminie Tropojë.Wieś znajduje się 124 kilometrów od stolicy państwa, Tirany.

## Demografia
Według spisu ludności z 1989 roku we wsi Kasaj mieszkało 250 mieszkańców.